# Posterior predictive distribution
In der Bayesschen Statistik ist die Posterior predictive distribution eines statistischen Modells die bedingte Wahrscheinlichkeitsdichte neuer, unbeobachteter Werte {\displaystyle {\tilde {x}}}, gegeben alle bisherigen Beobachtungen {\displaystyle \mathbf {x} }. Man erhält sie durch Parameter-Integration der bedingten Dichte {\displaystyle p({\tilde {x}}|\theta )} mit der Posterior-Dichte {\displaystyle p(\theta |\mathbf {x} )}.

## Definition
Die Posterior predictive distribution ist definiert als
{\displaystyle p({\tilde {x}}|\mathbf {x} )=\int _{\Theta }p({\tilde {x}}|\theta )\,p(\theta |\mathbf {x} )\operatorname {d} \!\theta =\mathbb {E} _{\theta |\mathbf {x} }[p({\tilde {x}}|\theta )],}
wobei {\displaystyle \Theta } der Parameterraum und {\displaystyle p(\theta |\mathbf {x} )} die Posterior-Dichte ist. Die Gleichheit lässt sich mit dem Gesetz der totalen Wahrscheinlichkeit direkt sehen.
Die Posterior predictive distribution spielt zum Beispiel im Rahmen der Gauß-Prozess-Regression eine wichtige Rolle.

### Abgrenzung gegenüber der Prior predictive distribution
Die Prior predictive distribution lässt die beobachteten Daten außer Acht:
{\displaystyle p({\tilde {x}})=\int _{\Theta }p({\tilde {x}}|\theta )\,p(\theta )\operatorname {d} \!\theta }

## Bootstrap predictive distribution
Die Posterior predictive distribution kann durch Anwendung der Bootstrap predictive distribution {\displaystyle p_{B}({\bar {x}}\mid X)=\int p({\bar {x}}\mid \theta _{MLE}({\tilde {X}})){\hat {p}}({\tilde {X}})d{\tilde {X}}} genähert werden, wobei {\displaystyle {\tilde {X}}} per Bootstrapping-Verfahren aus der empirischen Verteilungsfunktion gezogene Stichproben sind.